# 1959 na Coreia do Sul
Esta é uma cronologia dos principais fatos ocorridos no ano de 1959 na Coreia do Sul.

## Incumbente
- Presidente – Syngman Rhee (1948–1960)

## Nascimentos
- 26 de março – Shin Jae-heum, futebolista

## Mortes
- 10 de agosto – Woo Jang-choon, 61, cientista agrícola e botânico